# Erethistidae
Erethistidae Bleeker, 1862 è una famiglia di pesci ossei d'acqua dolce appartenente all'ordine Siluriformes.

## Distribuzione e habitat
La famiglia è diffusa unicamente in Asia dalla Turchia alla Cina meridionale e al Borneo. La maggior parte delle specie vive in Asia orientale. Spesso popolano torrenti montani.

## Descrizione
Quattro paia di barbigli. Pinna adiposa ampia.
Sono pesci di piccole o piccolissima taglia, solo un paio di specie raggiungono i 10 cm.

## Specie
- Genere Ayarnangra
  - Ayarnangra estuarius
- Genere Caelatoglanis
  - Caelatoglanis zonatus
- Genere Conta
  - Conta conta
  - Conta pectinata
- Genere Erethistes
  - Erethistes pusillus
- Genere Erethistoides
  - Erethistoides ascita
  - Erethistoides cavatura
  - Erethistoides infuscatus
  - Erethistoides longispinis
  - Erethistoides luteolus
  - Erethistoides montana
  - Erethistoides pipri
  - Erethistoides senkhiensis
  - Erethistoides sicula
  - Erethistoides vesculus
- Genere Hara
  - Hara filamentosa
  - Hara hara
  - Hara horai
  - Hara jerdoni
  - Hara koladynensis
  - Hara longissima
  - Hara mesembrina
  - Hara minuscula
  - Hara spinulus
- Genere Pseudolaguvia
  - Pseudolaguvia austrina
  - Pseudolaguvia ferruginea
  - Pseudolaguvia ferula
  - Pseudolaguvia flavida
  - Pseudolaguvia foveolata
  - Pseudolaguvia inornata
  - Pseudolaguvia kapuri
  - Pseudolaguvia muricata
  - Pseudolaguvia nubila
  - Pseudolaguvia ribeiroi
  - Pseudolaguvia shawi
  - Pseudolaguvia spicula
  - Pseudolaguvia tenebricosa
  - Pseudolaguvia tuberculata
  - Pseudolaguvia virgulata
  - Pseudolaguvia viriosa[2]